# Дубасова
Дубасова — деревня в Пригородном районе Свердловской области России. Входит в муниципальный округ Горноуральский, управляется  Бродовской территориальной администрацией.
Ранее входила в состав Бродовского сельсовета Пригородного района.

## Географическое положение
Деревня Дубасова расположена на левом берегу реки Бродовки, вблизи её впадения в Петрокаменский пруд (на реке Нейве), в 45 километрах на юго-восток от Нижнего Тагила (в 59 километрах по дорогам), вблизи большого села Петрокаменского.
Вблизи деревни проходит шоссе местного значения Николо-Павловское — Петрокаменское — Алапаевск.

## Население
| 2002 | 2010 | 2021 |
| ---- | ---- | ---- |
| 7    | ↗9   | ↗10  |